# Emmanuïl Kazakévitx
Emmanuïl Génrikhovitx Kazakévitx, fou un escriptor, poeta, traductor i guionista soviètic d'ascendència jueva.Va escriure principalment prosa en rus, mentre que per a la poesia preferia Ídix. En rus es diu Эммануи́л Ге́нрихович Казаке́вич, en jiddisch עמנואל קאַזאַקעװיטש i entre els més propers és conegut com a Emma Kazakévitx, 1913 - 1962) 

## Primers anys
Kazakevich va néixer a Krementxuk, actual Ucraïna (llavors part de la Rússia Imperial) el 1913 i va rebre formació com a enginyer a Khàrkiv. A principi de la dècada de 1930 es va traslladar a la regió autònoma jueva de Birobidjan al riu Amur, on esdevenir president d'un kolkhoz local i també va dirigir un teatre. Durant aquests anys va començar a publicar poemes i contes en jiddish. El 1941 a Moscou, va participar en els esforços de defensa de la capital. Posteriorment va ingressar a l'Exèrcit Roig per al servei de la frontera. El seu servei de guerra el va portar a prop d'algunes de les grans batalles de 1943-45 i, finalment, a la batalla per Berlín; aleshores era sotsdirector d'intel·ligència en un dels exèrcits implicats.

## Carrera
Després de 1945 Kazakévitx va començar a escriure en rus. La seva primera novel·la Zvezdà (Звезда «L'estrella») de 1947 adaptada al cinema el 1949 (nova versió del 2002)) fou un succés instantani. La història s'estableix en una unitat d'exploració a la frontera durant la Segona Guerra Mundial, i el llibre mostra alguns dels seus trets recurrents posteriors: l'evocació lírica de la naturalesa, l'interès per conflictes morals i ambigüitats, sovint relacionats amb la transició entre la guerra i la pau, el sentit de l'humor i l'observació psicològica. Moltes de les seves històries posteriors se situen durant o poc després de la Segona Guerra Mundial. La novel·la При свете дня (Pri svete dnià, «a la llum del dia») del 1960 explora les ambigüitats de la culpa, la valentia i la memòria quan un soldat visita la vídua del seu amic caigut i oficial de la unitat.
Durant la dècada dels cinquanta Kazakévitx va assolir posicions elevades en l'Associació d'Escriptors soviètics i es va alinear amb els esforços de desestalinització. Va continuar recollint temes potencialment delicats, i durant els seus últims anys va treballar en una novel·la important sobre Lenin durant els anys revolucionaris de la Revolució Russa de 1917. La novel·la curta Siniaia tetrad (rus: Синяя тетрадь «El quadern blau») va aparèixer el 1961; se situava durant l'estada de Lenin a l'istme de Carèlia l'estiu de 1917 i porta Lenin cara a cara tant amb la gent comuna com amb Lenin v Razlive, que encara era considerat un traïdor o, en el millor dels casos, una figura dubtosa en el moment en què es va escriure. Tot i que Kazakévitx, al final, fa que Lenin refuti les pors i les al·legacions de Zinóviev, no hi ha cap intent de presentar-lo com una persona dolenta o mentidera, una imatge que hauria estat donada per la majoria dels escriptors soviètics de l'època.
Kazakévitx va continuar amb Lenin com a personatge principal d'una altra història, Vragui («Enemics» rus: Враги, escrita en el seu últim any de vida, i és probable que estigués planejant aplegar-los en una novel·la més gran sobre Lenin. No obstant això, el seu sobtat traspàs a l'estiu de 1962 va acabar amb aquells plans.